# Имперский орден Ярма и Стрел
Имперский орден Ярма и Стрел, сначала называвшийся Великим Имперским орденом Красных Стрел, был высшей гражданской и военной наградой Испании в период правления Франко.

## История

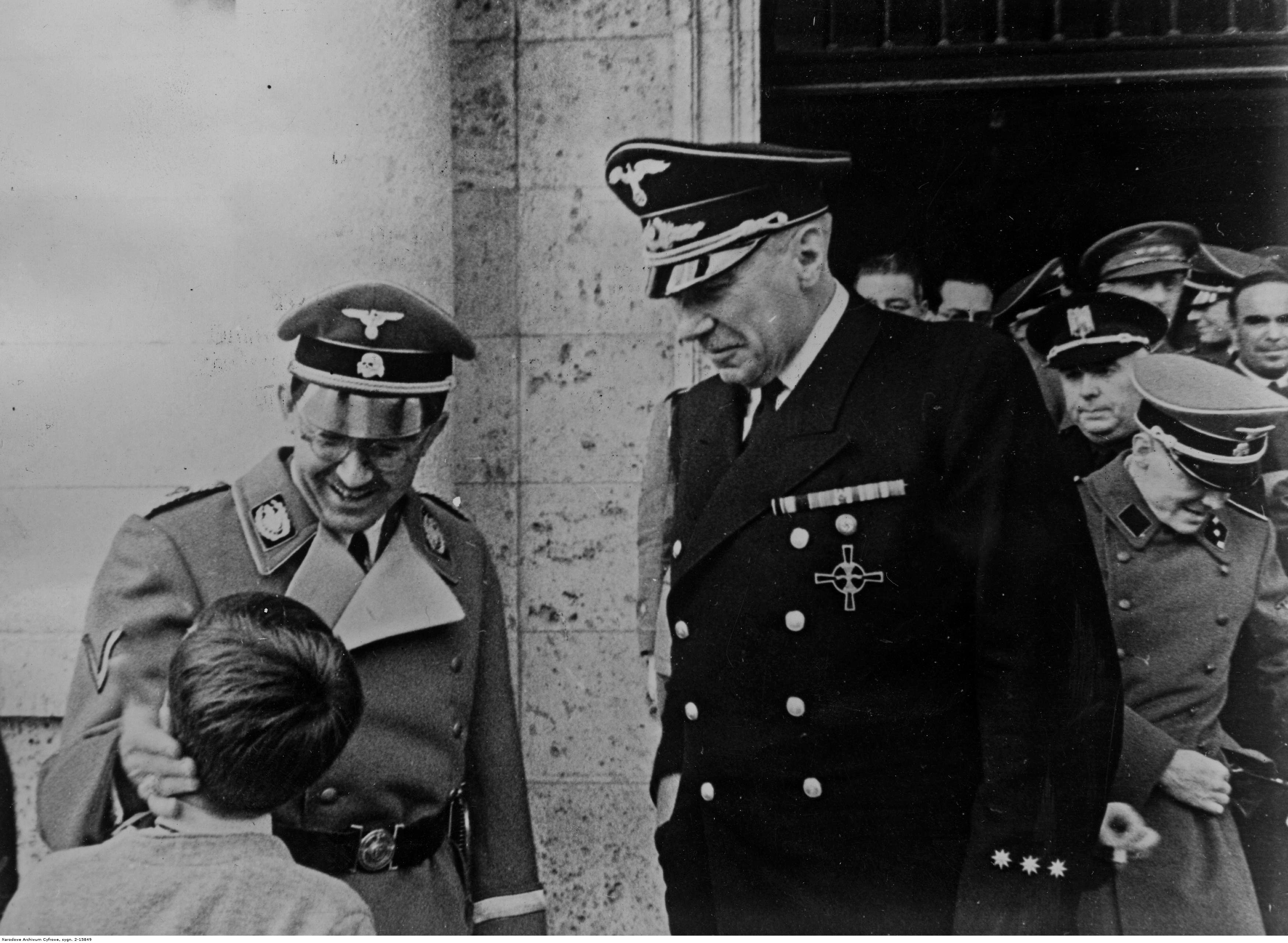
Немецкий посол Эберхард фон Шторер (справа) с большим крестом на груди (Мадрид, 1940).

Орден существовал с 1937 по 1976 год. Был учреждён Указом 373 от 10 октября 1937 года как «высшая награда Нового государства за национальные заслуги». Это первое правило было дополнено Указом от 27 января 1943 года, утверждающим Положение об Императорском ордене Ярма и Стрел. Орден считался высшей наградой за выдающиеся заслуги перед испанским народом, а также вручался деятелям из других стран.
Термин «имперский» был связан с идеологией режима Франко, который позиционировал себя как защитник традиционных ценностей, восходивших ко временам Испанской империи. По той же причине ярмо и связка стрел, геральдические знаки католических монархов, были использованы в качестве символики этого ордена (а также Испанской фаланги). На ордене изображался пучок из пяти красных стрел вместе с ярмом того же цвета, расположенным на пересечении стрелок. Девиз Императорского ордена Ярма и Стрел звучал как «Caesaris caesari, Dei Deo», что на латыни означает «Кесарю кесарево, а Божие Богу».
Как это было принято в орденских уставах того времени, у Императорского ордена Ярма и Стрел был великий магистр, глава испанского государства Франсиско Франко Баамонде; капитул, то есть собрание, созванное великим магистром, который объединял всех награждённых орденом; совет, который ограничивался гроссмейстером, рыцарями с ожерельем и представителями от остальных категорий; а также канцелярия, находящаяся в здании администрации правительства, которая отвечала за дела ордена и вместе с канцлером имела секретаря и казначея.
Награждения производились по свободному усмотрению Великого Магистра, а Канцелярия могла выдвигать кандидатуры на его усмотрение. Число награждённых ограничивалось: не более 15 ожерелий, 250 больших крестов, 500 пластин и без ограничений в остальных категориях. Члены ордена были обязаны вернуть знаки отличия в случае исключения из него или получения более высокого звания.
Хотя орден никогда не отменялся официально, его можно считать де-факто упразднённым, поскольку, с одной стороны, последнее награждение состоялось 1 октября 1975 года, когда диктатор и великий магистр находился в полной агонии; с другой стороны, его преемник во главе государства, король Хуан Карлос I, так и не вступил в права великого магистра и ни разу не созывал капитул, и, наконец, с 1976 году канцелярия ордена более не числилась в составе администрации правительства.

## Степени
Орден включал 5 степеней:
1. Большое ожерелье рыцаря
2. Большой крест рыцаря
3. Офицер с отличием
4. Обычный офицер
5. Медаль

Степени большого ожерелья и большого креста требовали обращения Превосходнейший сеньор (excelentísimo señor), а степень отличия с пластиной — обращения Прославленный сеньор (ilustrísimo señor).

## Описание знаков

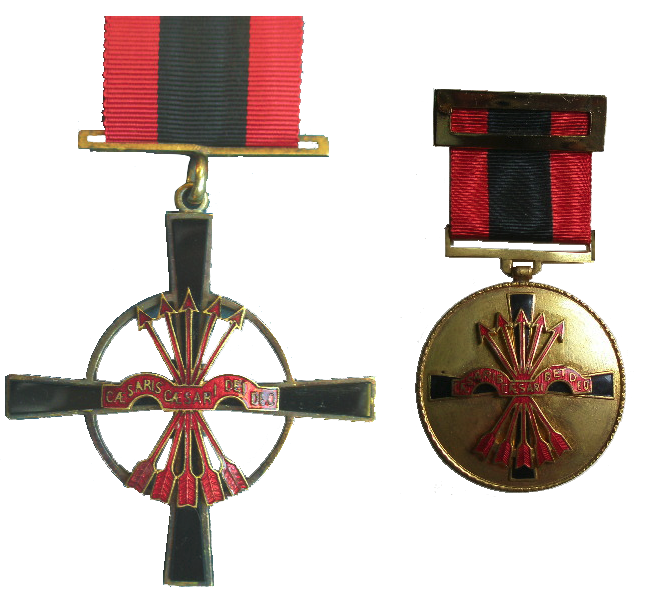
Крест и медаль Императорского ордена Ярма и Стрел.

- Великое ожерелье: состояло из 46 звеньев, половина которых имела форму ярма и связки стрел, расположенных внутри круга и сделанных из золота, которые чередовались с другими в форме Бургундского креста, самого известного символа Испанской империи. С ожерелья свисает изображение Орла Святого Иоанна (считающегося Императорским согласно указу), на котором, опять же, ярмо и связка стрел изображены вместе с девизом ордена «Caesaris caesari, Dei Deo» (Кесарю кесарево, Божие Богу).
- Большой крест: в его состав входили пластина и лента. Пластина длиной 70 миллиметров была сделана из золота или позолоченного металла, имела форму лапчатого креста с эмалью чёрного цвета в центральной части и сопровождалась кольцом из того же металла, что и гарнитур. В центральной части креста изображались связка стрел и ярмо с девизом ордена, покрытые красной эмалью. Муаровая лента была красного цвета шириной сто один миллиметр и имела центральную чёрную полосу шириной сорок один миллиметр. Концы ленты соединялись рубленой розеткой, на которой висел гребешок или знак отличия, идентичный пластине, но длиной пятьдесят восемь миллиметров.
- Офицер с отличием : на нем был значок, который носили на шее, и пластина. Первыйзавязывался лентой, как галстук. Этот знак был идентичен предыдущему, но его длина составляла тридцать пять миллиметров. Его лента была того же цвета, что и лента больших крестов, и имела ширину 35 миллиметров. Пластина этой марки практически не отличалась от предыдущей, за исключением круга, сделанного из серебра или металла, покрытого серебром.
- Простой офицер: у их обладателей была только шейная эмблема, такая же, как в предыдущем классе.
- Медаль: Знак отличия этой категории состоял из круглой медали, сделанной из золота или позолоченного металла, диаметром сорок два миллиметра с такими же цветами и полосами, что и браслет и ленты предыдущих степеней. Лапчатый крест, упомянутый в предыдущих категориях, был воспроизведен на обеих сторонах этой медали. На реверсе, на кресте, были связка стрел и ярмо, украшенное девизом ордена, но кольцо, украшавшее крест, не входило в знаки отличия других категорий. Медаль носилась на ленте шириной тридцать четыре миллиметра, прикреплявшейся к груди с помощью золотой или позолоченной металлической пряжки.

## Награждённые
- Адольф Гитлер (01.10.1937).[1]
- Бенито Муссолини (01.10.1937).[1]

Герб Франко как главы государства с воротником ордена.

- Виктор Эммануил III из Италии (01.10.1937).[1]
- Генрих Гиммлер (19.05.1939).[2]
- Артуро Боккини (19.05.1939).[2]
- Иоахим фон Риббентроп (28.05.1940).[3]
- Сауд из Саудовской Аравии (01.04.1952).[4]
- Нури аль-Саид (01.04.1952).[5]
- Томас Исасия Рамирес (18.07.1952).[6]
- Франсиско Кравейро Лопес (14.05.1953).[7]
- Мохамед V из Марокко (04.03.1956).[8]
- Фейсал II Ирака (18.05.1956).[9]
- Лауреано Лопес Родо (01.09.1959)[10]
- Лисинио де ла Фуэнте (30.09.1972)[11]
- Адольфо Суарес Гонсалес (04.07.1975).[12]